# Quemós
Quemós ( [ˈkiːmɒʃ] Moabite : 𐤊𐤌𐤔 KAMAS; em hebraico:  כְּמוֹשׁ Kəmōš [kǝˈmoːʃ] ; eblaíta : 𒅗𒈪𒅖 Kamiš, acadiano : 𒅗𒄠𒈲 Kâmuš ) era o deus nacional dos moabitas. Ele é mais notavelmente atestado na Estela de Mesa e na Bíblia Hebraica.  Embora seja mais facilmente associado aos moabitas, de acordo com o Livro dos Juízes (Juízes 11:23–24), ele parece ter sido a divindade nacional dos amonitas também, apesar do antigo patrocínio de Milcom [en].

## Etimologia
A etimologia de "Quemós" é desconhecida, embora se acredite que esteja relacionado ao deus semítico Samas. No entanto, dado que ele também é conhecido em Ebla como Kamish, também se especula que ele pode ser uma forma da divindade mesopotâmica Nergal.

## Na Bíblia e pedra moabita
De acordo com o Tanakh, a adoração desse deus, "a abominação de Moabe", foi introduzida em Jerusalém por Salomão (1 Reis 11: 7), mas foi abolida por Josias (2 Reis 23:13). (O comentarista judeu do século XI Rashi cita uma tradição de que as esposas de Salomão construíram os templos para Quemós e outras divindades, e que Salomão é considerado responsável por não detê-las)
Em uma ocasião, Deus garante a Eliseu que os exércitos de Israel e Judá juntos teriam uma vitória fácil contra os moabitas.(II Reis 3:18–19) Começa o embate, com vantagem do exército de Israel.(II Reis 3:24–25) No entanto, o rei de Moabe queima seu filho mais velho em um sacrifício para Quemós.(II Reis 3:26–27) O exército moabita leva o exército de Israel a retirada.(II Reis 3:26)
Na pedra moabita, Mesa atribuiu suas vitórias sobre o rei de Israel a este deus, "e Quemós o expulsou de diante de mim." 
O nome do pai de Mesa, Chemosh-melek ("Quemós é maleque" ou "Quemós é rei"; compare a Pedra Moabita, linha 1), indica a possibilidade de que Quemós e maleque (ou Moloque) fossem a mesma divindade. No Livro dos Juízes 11:24 Quemós é dito como o deus dos amonitas, enquanto Moloque é, em outro livro, o deus deles (compare 1 Reis 11: 7, 33). Diz-se que Salomão construiu um santuário para Quemós no Monte das Oliveiras (I Reis 11:7 e I Reis 11:33), que foi mantido até a reforma de Josias (II Reis 23:13).